# Мичигамея
Митчигамеа, мичигамеа или мичигами - индейское племя конфедерации иллинойсов, говоривших на языке митчигамеа. О них мало что известно и их происхождение точно неизвестно. Первоначально они упоминались как племя с озера Мичиган, возможно, района Чикаго. 
Предполагается, что митчигамеа позже мигрировали в Арканзас под давлением ирокезов. Их самым известным руководителем был Агапит Чикаго. Бенджамин Дрейк в 1848 году пишет, что митчигамеа, наряду с другими группами в конфедерации Иллинойсов, подвергались нападению со стороны всеобщей конфедерации сауков, фоксов, сиу, чиппева, оттава и потаватоми, а также чероки и чокто с юга. Война продолжалась много лет, пока Конфедерация Иллинойсов не была разрушена. Дрейк пишет, что к 1826 году осталось всего около 500 членов конфедерации.
Дрейк предполагает, что война началась из-за жестокости иллинойсов к пленникам, которых зачастую сжигали и даже ели.
В реляциях иезуитов говорится: «В 5 милях от деревни я нашёл тамароа, которые заняли свои зимние жилища в прекрасной бухте, где ждали митчигамеа, те должны прибыть туда к зиме более чем на 60 лье, и образовать с ними одну деревню".